# یواس‌اس اینچ (دی‌ئی-۱۴۶)
یواس‌اس اینچ (دی‌ئی-۱۴۶) (به انگلیسی: USS Inch (DE-146)) یک کشتی بود که طول آن ۳۰۶ فوت (۹۳ متر) بود. این کشتی در سال ۱۹۴۳ ساخته شد.